# Edgar William Middlemast
Edgar William Middlemast, né le 9 décembre 1864 et mort en juillet 1915 à Wrotham (Kent), est un mathématicien et enseignant britannique en Inde au début du XXe siècle. Il a servi comme directeur adjoint du Département de l'Instruction Publique, de la Présidence de Madras, en tant que professeur de mathématiques au Presidency College de Madras à partir de 1910 et comme principal du collège, en 1915. Il est surtout connu pour avoir aidé le génie mathématique de Srinivasa Ramanujan à éclore.

## Enfance et éducation
Middlemast est né d'Edward William Middlemast de Northumberland, marchand, et de sa femme Margaret, à Wallsend, le 9 décembre 1864; il a été baptisé le 16 avril 1865. Il effectue ses études à la Royal Grammar School, à Newcastle upon Tyne et étudie au St John's College de Cambridge entre 1882 et 1886. Middlemast est classé dixième wrangler au tripos, Partie I, en 1886,.

## Carrière
Middlemast est nommé professeur au Madras Engineering College en septembre 1888 et a servi jusqu'en mars 1897, quand il est nommé principal du Government Arts College, à Rajahmundry,. En juillet 1903, Middlemast est nommé sous-directeur de l'Instruction Publique dans la Présidence de Madras. Middlemast est envoyé aux Pays-Bas par le gouvernement en 1904, afin de revoir le système éducatif dans le pays. En juillet 1905, il est nommé fellow de l'Université de Madras.
Middlemast est nommé professeur de mathématiques au Presidency College de Madras, en 1910 et y devient Principal en 1915. Il a également servi comme inspecteur des écoles de 1910 à 1915. Middlemast est président de la Société mathématique indienne en 1915,.
Le 21 septembre 1911, Middlemast a écrit une lettre de recommandation pour un jeune homme alors inconnu nommé Srinivasa Ramanujan, qui pose sa candidature pour un poste de commis au Madras Port Trust.
Il meurt à Wrotham dans le Kent en juillet 1915.